# 吉井香奈惠
吉井香奈惠（日語：よしい かなえ，1993年4月8日—），日本大阪府出身、隸屬於LesPros娛樂的女模特兒及歌手。原女子音樂組合 9nine 成員之一，2019年5月20日在9nine官方網站上，正式宣布退出組合。

## 簡歷
吉井香奈惠在2003年以舞團「FLASH STAR」名义參加《OCAT DANCE CHAMPIONSHIP舞蹈競賽》，並進入決賽。2009年5月，她又參加《ORC200 第13回 Vocal Queen Contest（美聲女王）》和获得大奖。2010年，經紀公司LesPros娛樂旗下偶像團體 9nine 原團員下垣真香及三浦萌退出後，同年公司所主辦的「新生9nine面試」招募新成員活動，進行了3天2夜合宿甄選，最終她與村田寛奈加入其中，成為現在以5人活動的 9nine。
另外，吉井香奈惠曾跟 NMB48 核心成員山本彩於同期藝能培訓班 Little Cat（日語：はリトルキャット）受訓。
2019年5月20日，宣布正式退出9nine組合，於藝能界引退。
2019年6月23日，開設「エステフィット自由が丘」私人訓練健身房。

## 演出作品

### 舞台劇
- 音樂劇マクロス ザ・ミュージカルチャー（2012年10月3 - 8日、東京巨蛋Hall） 飾 さくら・クロフォード
- 劇団TEAM-ODAC第29回本公演『HOME〜いつか帰るよ、僕だけのHOME〜』（2018年5月9 - 14日、紀伊國屋Hall） 飾 真夏（まな）

### 電視劇
- 好好!キョンシーガール〜東京電視台戦記〜（2012年10月12日 - 12月21日、東京電視台） 飾 吉井香奈恵
- THE REFLECTION -ザ・リフレクション-（2017年7月22日 - 10月7日、NHK綜合頻道） 飾 カナエ

### 真人秀節目
- 林愛夏の音楽準備室2（2018年1月9日 、FRESH！）[4]

### 網上節目
- カナデジ 〜吉井香奈恵とデジタルカメラ〜（2014年 - 、ASCII.jp）
- 林愛夏の音楽準備室2（2018年1月9日 - 、FRESH!）- ヴォーカルパートナー

### 網上電台
- 関西姉妹RADIO （2013年6月6日 - 2015年4月21日、 9nine OFFICIAL SITE - ファンクラブの9nine）

### 演唱會
- 2016年2月6日：《9nine LIVE 2016 Cloud9 Valentine》[5]

## 外部連結
- 吉井香奈恵的X（前Twitter）
- 吉井香奈恵的Instagram帳戶
- 吉井香奈恵オフィシャルブログ「かんちゃんＳＴＵＤＩＯ」